# رایان بنوا
رایان بنوا (انگلیسی: Ryan Benoit؛ زادهٔ ۲۵ اوت ۱۹۸۹) ورزشکار هنرهای رزمی ترکیبی اهل ایالات متحده آمریکا است.